# 石修道院

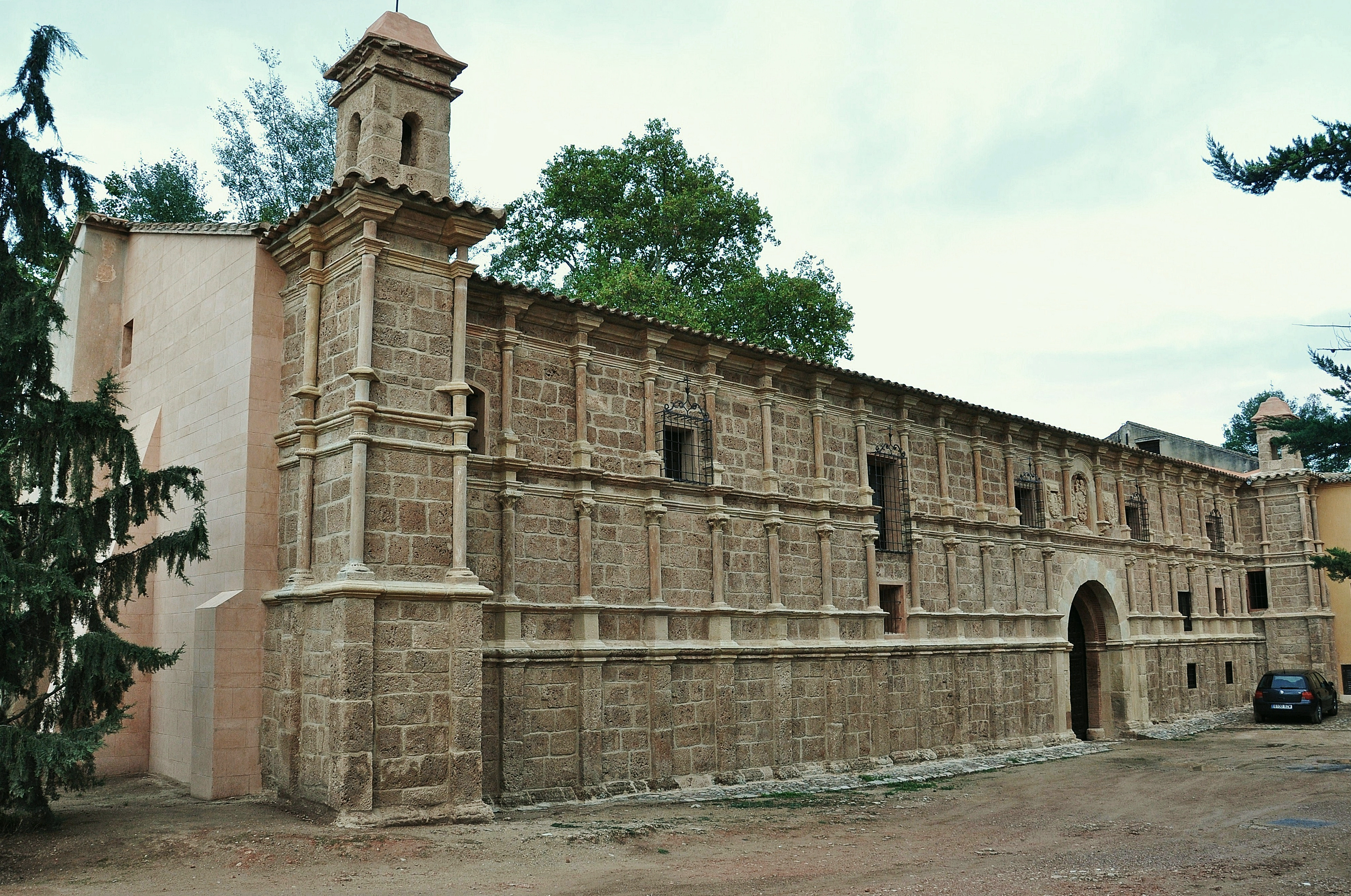
石修道院

石修道院（Monasterio de Piedra）是西班牙的一座修道院、酒店和公園建築群，位於薩拉戈薩省的伊比利亞山脈內。石修道院由阿方索二世創建於1194年，最初有13人來自波夫萊特修道院的熙篤會僧侶。

## 外部連結
- Monasterio de Piedra （页面存档备份，存于）
- Parque Natural del Monasterio de Piedra （页面存档备份，存于）